# اسقف‌نشین الی
اسقف‌نشین الی (انگلیسی: Diocese of Ely) بخشی تشکیل دهنده از استان کانتربری کلیسای انگلستان در کشور انگلستان است. این اسقف‌نشین که در سال ۱۱۰۹ میلادی تاسیس شده است شامل ۳۳۹ کلیسا می‌باشد و مرکز آن کلیسای جامع الی است.